# Konrad Grüttner
Konrad Grüttner (* 11. Januar 1894 in Kobelsdorf; † 18. Mai 1982) war ein sächsischer Heimatdichter.

## Leben und Werk
Nach dem Schulbesuch ging er an das Lehrerseminar nach Nossen und nahm am Ersten Weltkrieg teil. Ab 1931 war er als Berufsschullehrer in Rabenau (Sachsen) tätig und wurde Ende der 1930er Jahre dort Berufsschuldirektor. Bekannt wurde er durch sein Weihnachtsspiel „Das Christkind im Erzgebirge“, dessen Musik und Text er in erzgebirgischer Mundart selbst verfasste. Daneben veröffentlichte er mehrere andere heimatliche Musikstücke wie beispielsweise das Chorwerk für gemischten Chor mit Orchester „Die Heimatstadt“ oder das 1926 in Leipzig erschienene Weihnachtsspiel „Das Wunderbäumchen“. 1935 schrieb er anlässlich der 700-Jahr-Feier von Rabenau das Heimatfestspiel „Sonnenwende auf Rabenau“. Nach dem Zweiten Weltkrieg war er Mitautor der Schrift „Naturpark Rabenauer Grund und die Orte Rabenau, Hainsberg, Somsdorf, Lübau, Spechtritz“, die 1955 in Freital veröffentlicht wurde.
Er wurde zum Mitglied des Anton-Günther-Rings ernannt.

## Ehrungen
In der Nähe von Rabenau wurde ein Platz mit einer Friedenseiche von 1939 nach ihm benannt.